# Brad Parks
Bradley „Brad“ Parks (* 2. April 1957 in Orange, Kalifornien) ist ein amerikanischer Rollstuhltennisspieler. Er gilt als Pionier und Begründer des Rollstuhltennis.

## Leben
Parks verunglückte im Alter von 18 Jahren bei einem Freestyle-Skiing-Wettbewerb und erlitt eine Querschnittlähmung. Während seiner Zeit in der Rehabilitation begann er 1976, mit Tennis im Rollstuhl zu experimentieren. Hierbei lernte er den Rollstuhlsportler Jeff Minnenbraker kennen, mit dem er das Rollstuhltennis entwickelte.
1977 reisten Parks und Minnenbraker durch die USA und machten den neuen Sport auf Camps und Ausstellungen bekannt. Im Mai wurde in Los Angeles das erste Rollstuhltennis-Turnier ausgetragen. Mit der zunehmenden Verbreitung des Sports wurde 1980 auf Initiative von Parks der erste Verband für Rollstuhltennis (National Foundation of Wheelchair Tennis, NFWT), gegründet. Im selben Jahr wurden die ersten amerikanischen Meisterschaften in Irvine, Kalifornien, ausgetragen, die Parks gewann. Auch eine erste Turnierserie entstand.
Parks unternahm anschließend Reisen nach Europa und Asien, um den Sport weltweit zu verbreiten. 1988 wurde er erster Präsident der neu gegründeten International Wheelchair Tennis Federation (IWTF), und blieb dies bis 1993. 1998 endete seine Amtszeit als Präsident der NFWT.
Bei den Paralympischen Spielen 1992 in Barcelona war zum ersten Mal Rollstuhltennis als reguläre Disziplin im Programm. Parks gewann dort an der Seite von Randy Snow die Goldmedaille im Doppel.
2010 wurde Parks in die International Tennis Hall of Fame aufgenommen.